# Climacoptera glaberrima
Climacoptera glaberrima là loài thực vật có hoa thuộc họ Dền. Loài này được Botsch. mô tả khoa học đầu tiên năm 1982.